# Wrenbury cum Frith
Wrenbury cum Frith est une paroisse civile anglaise située dans le comté de Cheshire. Elle se compose du village de Wrenbury (en) et des hameaux de Gaunton's Bank, Pinsley Green, Porter's Hill, Smeaton Wood, Wrenbury Heath et Wrenburywood.